# Pasaje de Guadalupe
El pasaje de Guadalupe es un estrecho entre Montserrat, Guadalupe y Antigua y Barbuda que conecta el océano Atlántico Norte con el mar Caribe.